# Steven Mackintosh
Steven Mackintosh (Cambridge, 30 aprile 1967) è un attore britannico.

## Biografia
Nato a Cambridge, in Inghilterra, è figlio di Dorothy Parris e Malcolm Mackintosh. Ha frequentato le scuole Icknield Primary School di Sawston, il Sawston Village College e la Dramawise Theatre School. Ha fatto il suo debutto teatrale, all'età di 14 anni, in The Number of the Beast al Bush Theatre di Londra, successivamente ha ottenuto il ruolo da protagonista nella produzione del Royal National Theatre Brighton Beach Memoirs.
La sua prima apparizione cinematografica è stata in Prick Up - L'importanza di essere Joe. In seguito è apparso in Memphis Belle, La 12ª notte, The Land Girls - Ragazze di campagna di David Leland e in Le donne non sono tutte uguali, quest'ultimo nei panni di una donna transgender. Ha interpretato Winston nel film di Guy Ritchie Lock & Stock - Pazzi scatenati. Altri suoi ruoli importanti includono The Mother di Roger Michell, The Jacket, Good - L'indifferenza del bene con Viggo Mortensen, Underworld: Evolution e Underworld - La ribellione dei Lycans. Ha interpretato Tony nel film The Escapist di Rupert Wyatt e Kertzer in The Scouting Book for Boys di Film 4. Ha interpretato anche Ivan Lewis nella versione per il grande schermo di The Sweeney.

## Vita privata
È sposato con l'attrice Lisa Jacobs. I due hanno 2 figlie, Martha e Blythe Mackintosh.

## Filmografia parziale

### Cinema
- Prick Up - L'importanza di essere Joe (Prick Up Your Ears), regia di Stephen Frears (1987)
- Memphis Belle, regia di Michael Caton-Jones (1990)
- Londra mi fa morire (London Kills Me), regia di Hanif Kureishi (1991)
- Festa in casa Muppet (The Muppet Christmas Carol), regia di Brian Henson (1991)
- La principessa degli intrighi (Princess Caraboo), regia di Michael Austin (1994)
- Blue Juice, regia di Carl Prechezer (1995)
- La 12ª notte (Twelfth Night), regia di Trevor Nunn (1996)
- Le donne non sono tutte uguali (Different for Girls), regia di Richard Spence (1996)
- House of America, regia di Marc Evans (1997)
- The Land Girls - Ragazze di campagna (The Land Girls), regia di David Leland (1998)
- Lock & Stock - Pazzi scatenati (Lock, Stock and Two Smoking Barrels), regia di Guy Ritchie (1998)
- The Mother, regia di Roger Michell (2003)
- The Jacket, regia di John Maybury (2005)
- La vita segreta delle parole (La vida secreta de las palabras), regia di Isabel Coixet (2005)
- Underworld: Evolution, regia di Len Wiseman (2006)
- Rang De Basanti, regia di Rakeysh Omprakash Mehra (2006)
- Sugarhouse, regia di Gary Love (2007)
- Prison Escape (The Escapist), regia di Rupert Wyatt (2008)
- Good - L'indifferenza del bene (Good), regia di Vicente Amorin (2008)
- Daisy vuole solo giocare (The Daisy Chain), regia di Aisling Walsh (2008)
- Underworld - La ribellione dei Lycans (Underworld: Rise of the Lycans), regia di Patrick Tatopoulos (2009)
- The Scouting Book for Boys, regia di Tom Harper (2009)
- Elfie Hopkins, regia di Ryan Andrews (2012)
- The Sweeney, regia di Nick Love (2012)
- Kick-Ass 2, regia di Jeff Wadlow (2013)
- Set Fire to the Stars, regia di Andy Goddard (2014)
- Robot Overlords, regia di Jon Wright (2014)
- Urban Hymn, regia di Michael Caton-Jones (2015)
- Rocketman, regia di Dexter Fletcher (2019)
- Cartoline di morte (The Postcard Killings), regia di Danis Tanović (2020)

### Televisione
- Doctor Who – serie TV, un episodio (1985)
- Storyteller (The Storyteller) – serie TV, un episodio (1988)
- The Woman in Black, regia di Herbert Wise – film TV (1989)
- L'isola del tesoro (Treasure Island), regia di Fraser Clarke Heston – film TV (1990)
- Metropolitan Police (The Bill) – film TV (1990)
- Poirot (Agatha Christie's Poirot) – serie TV, un episodio (1991)
- Van der Valk – serie TV, un episodio (1991)
- Ispettore Morse (Inspector Morse) – serie TV, un episodio (1992)
- Ruth Rendell Mysteries – serie TV, un episodio (1992)
- Maigret – serie TV, un episodio (1993)
- The Buddha of Suburbia – serie TV, 4 episodi (1993)
- Jack Frost (A Touch of Frost) – serie TV, un episodio (1994)
- Cadfael - I misteri dell'abbazia (Cadfael) – serie TV, un episodio (1994)
- Prime Suspect – serie TV, 3 episodi (1996)
- Our Mutual Friend – serie TV, 4 episodi (1998)
- Care, regia di Kieran Prendiville – film TV (2000)
- Sweet Revenge, regia di David Morrissey – film TV (2001)
- The Other Boleyn Girl, regia di Philippa Lowthorpe (2003)
- England Expects, regia di Tony Smith – film TV (2004)
- Straordinaria Mrs. Pritchard (The Amazing Mrs. Pritchard) – serie TV, 6 episodi (2006)
- Criminal Justice – serie TV, 5 episodi (2009)
- Luther – serie TV, 6 episodi (2010)
- Camelot – serie TV, un episodio (2011)
- Inside Man – serie TV, 4 episodi (2012)
- The Thirteenth Tale, regia di James Kent – film TV (2013)
- What Remains – serie TV, 4 episodi (2013)
- From There to Here – serie TV, 3 episodi (2014)
- Traffic Cops – serie TV, 14 episodi (2016)
- The Halcyon – serie TV, 8 episodi (2017)
- Wanderlust – serie TV, 6 episodi (2017)
- Soulmates – serie TV, un episodio (2020)
- L'ispettore Dalgliesh (Dalgliesh) – serie TV, 2 episodi (2021)

## Doppiatori italiani
Nelle versioni in italiano delle opere in cui ha recitato, Steven Mackintosh è stato doppiato da:
- Francesco Bulckaen in Festa in casa Muppet, La 12ª notte, Lock & Stock - Pazzi scatenati, L'ispettore Dalgliesh
- Simone Mori in Underworld: Evolution, Underworld - La ribellione dei Lycans
- Edoardo Nordio in Good - L'indifferenza del bene, The Sweeney
- Oreste Baldini in Luther, Soulmates
- Roberto Accornero in Wanderlust, Cartoline di morte
- Luigi Ferraro in Memphis Belle
- Mauro Gravina in L'isola del tesoro
- Christian Iansante in Grotesque
- Alessandro Quarta in The Land Girls - Ragazze di campagna
- Angelo Maggi in The Mother
- Gaetano Varcasia in La vita segreta delle parole
- Sergio Di Stefano in Straordinaria Mrs. Pritchard
- Franco Mannella in Prison Escape
- Gianluca Iacono in Daisy vuole solo giocare
- Loris Loddi in Criminal Justice
- Andrea Lavagnino in Camelot
- Alberto Caneva in Kick-Ass 2
- Alberto Bognanni in Robot Overlords
- Ambrogio Colombo in The Halcyon
- Antonio Palumbo in Rocketman
- Sandro Acerbo in Senna